# Lou Jeanmonnot
Lou Jeanmonnot, född 28 oktober 1998, är en fransk skidskytt som tävlar i världscupen sedan säsongen 2020/2021.